# Chitinotylenchus annulatus
Chitinotylenchus annulatus är en rundmaskart. Chitinotylenchus annulatus ingår i släktet Chitinotylenchus och familjen Tylenchidae. Inga underarter finns listade i Catalogue of Life.